# Valea Lungă (okręg Vâlcea)
Valea Lungă – wieś w Rumunii, w okręgu Vâlcea, w gminie Stănești. W 2011 roku liczyła 124 mieszkańców.